# Il Tondo

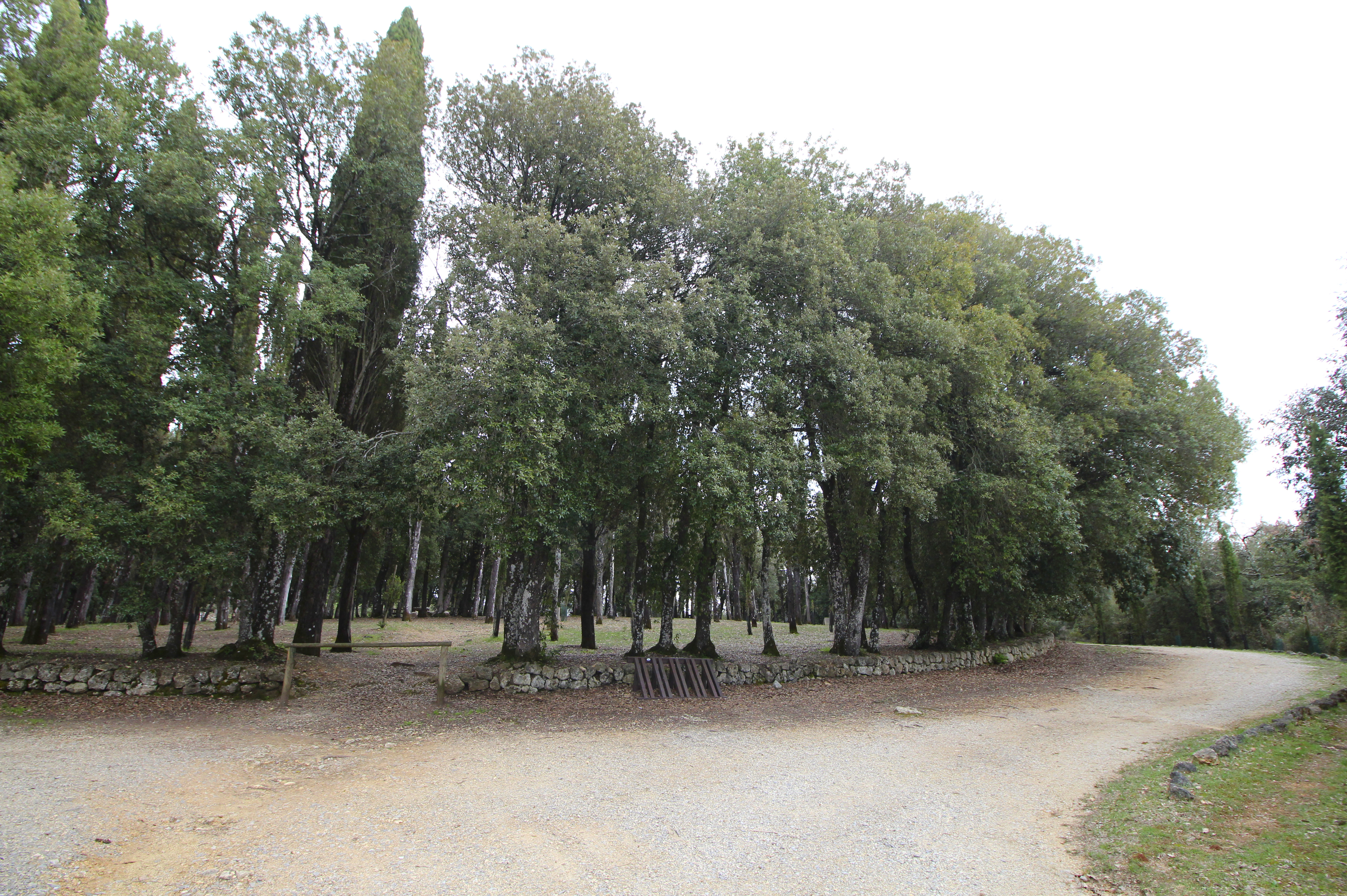
Il Tondo

Il Tondo è un bosco di lecci e cipressi strutturato a forma circolare, sorge su una collina di origine carsica nella località di Montefollonico. 

## Storia e descrizione
Ha origine nella metà del XIX secolo per conto della moglie di Marco Landucci, nobile senese e proprietario di quelle terre.
Immersi nel verde in una nitida giornata di sole, da quell'altura si può ammirare la distesa della val d'Orcia, il lago Trasimeno, fino a scorgere il monte Amiata; è adibito inoltre per offrire al visitatore una sosta piacevole e suggestiva, con due grandi tavole in pietra situate al centro del bosco. Vi si possono ammirare due pregiate specie di orchidee: quella di origine adriatica, Hymantoglossum adriaticum, e quella isolana, Orchis insularis, caratteristica della Sardegna e di altre isole italiane. Oltre alla tipica fauna toscana (caprioli, tassi, cinghiali ecc.), è caratteristica di quella zona la luscegnola o Chalcides chalcides, incrocio tra il serpente e la lucertola.